# Razi Mohebi
Razi Mohebi (Ghazni, 1º gennaio 1970) è un regista cinematografico, sceneggiatore e attore cinematografico afghano, rifugiato politico in Italia dal 2007.

## Biografia
Razi Mohebi è di etnia Hazara, una delle minoranze storicamente oggetto di discriminazioni e persecuzioni in Afghanistan. Suo padre, attivista politico, fu incarcerato dai Mujaheddin; Razi fu allora costretto ad emigrare a quattordici anni, prima in Pakistan e poi, dopo un breve rientro in patria, in Iran, dove ha compiuto gli studi. Per poter accedere agli studi ha dovuto iscriversi ad una scuola islamica (centro coranico di Qom); successivamente è entrato alla Facoltà di Belle Arti dell'Università di Teheran, dove ha studiato pittura e cinema. A Teheran ha conosciuto la sua attuale moglie e collega Soheila Javaheri.
Mutato il regime politico nel 2001, Razi e sua moglie sono andati in Afghanistan, dove hanno svolto attività nel settore sociale (interventi a favore dei bambini) e artistico. Razi Mohebi ha collaborato alla fondazione della Kabul film, ha avuto ruoli come attore (Alle cinque della sera) ed assistente alla regia (Osama).
Per le tematiche affrontate nei film (diritti umani, discriminazioni, emancipazione femminile in Afghanistan), il regista ha subito minacce ed aggressioni fisiche; mentre era in Italia per un premio, nel 2007, ha saputo che la sua impresa era stata oggetto di un attentato. È stato così costretto a lasciare l'Afghanistan per l'Italia. Fondatore della Razi Film House, oggi vive ed opera a Trento, con la sua famiglia, con lo status di rifugiato politico.

## Filmografia

### Regista
- Le puit (2003)
- Little rug weaver (2004)
- Kite (2004)
- Choori Foroosh (The Bracelet Seller) (2004)
- Reame del nulla (2010)
- Sangue e pomodori (2010)
- Gridami (2010)
- Afghanistan 2014 (2012)[8][9]
- Cittadini del nulla (2015) [10]

### Assistente alla regia
- Osama, di Siddiq Barmak (2003)
- Khakestar-o-khak (Earth and Ashes), di Atiq Rahimi (2004)
- L'Etoile du soldat (The Soldier's Star), di Christophe de Ponfilly (2006)

### Attore
- Alle cinque della sera (Panj é asr), di Samira Makhmalbaf (2003)
- Lezate divanegi (Joy of Madness), di Hana Makhmalbaf (2003)